# サウル・アルバレス 対 カレブ・プラント戦
サウル・アルバレス 対 カレブ・プラント戦（サウル・アルバレス たい カレブ・プラントせん、別名Road to Undisputed）は、2021年11月6日、アメリカ合衆国ラスベガスのMGMグランド・ガーデン・アリーナで開催されたプロボクシングの試合。WBA・WBC・WBO世界スーパーミドル級統一王者のアルバレスと、IBF世界スーパーミドル級王者のプラントが行う4団体王座統一戦。通算で6回目となる4団体統一戦となり、スーパーミドル級では初めてとなる4団体王座統一戦となった。興行はTGBプロモーションズとカネロ・プロモーションズの合同興行として行われ、ShowtimeのPPVで放送された。この試合は2021年のWBC最高イベント賞に選ばれた。

## 試合までの経緯

### 両者の王座獲得から防衛まで
2018年12月15日、ニューヨークのマディソン・スクエア・ガーデンで、当時ミドル級王者だったアルバレスが階級を上げてWBA世界スーパーミドル級正規王者ロッキー・フィールディングと対戦し、3回2分38秒TKO勝ちを収め、王座を獲得し3階級制覇に成功した。
2019年1月13日、ロサンゼルスのマイクロソフト・シアターで、当時IBF世界スーパーミドル級2位で指名挑戦者だったプラントがIBF世界スーパーミドル級王者ホセ・ウスカテギと対戦し、12回3-0（2者が116-110、115-110）の判定勝ちを収め王座を獲得した。
2019年7月20日、MGMグランド・ガーデン・アリーナで、プラントが1階級上のIBF世界ライトヘビー級15位マイク・リーと対戦し、3回1分29秒TKO勝ちを収め初防衛に成功した。
2020年2月15日、テネシー州ナッシュビルのブリヂストン・アリーナで、プラントが元WBA世界スーパーミドル級暫定王者でIBF世界スーパーミドル級3位のビンセント・フェイゲンブッツと対戦し、10回2分23秒TKO勝ちを収め2度目の防衛に成功した。
2020年5月12日、プラントはPBC（プレミア・ボクシング・チャンピオンズ）ポッドキャストのインタビューで、5月2日にアルバレス陣営から対戦のオファーがあったがフェイゲンブッツ戦からの試合間隔が短いことを理由に断ったことを明かしが、今後もアルバレスとの対戦を望むことを表明した。
2020年11月6日、アルバレスが長年所属していたゴールデンボーイ・プロモーションズを離れフリーエージェントとなることを発表。アルバレスのトレーナーであるエディ・レイノソは、アルバレスの次戦が2020年12月19日にIBF世界スーパーミドル級王座を持つプラントとのタイトルマッチが有力だとESPNのインタビューで語った。しかしPPVのプロモーション期間が十分でなかっため破断となり、後日アルバレスの対戦相手がWBA世界スーパーミドル級スーパー王座を持つカラム・スミスとなったことが発表された。
2020年12月6日、ESPNのインタビューでトレーナーのエディ・レイノソが、アルバレスの当面の目標がスーパーミドル級4団体王座統一にあることを語った。
2020年12月19日、テキサス州サンアントニオのアラモドームで、アルバレスがWBA世界スーパーミドル級スーパー王者カラム・スミスとWBA王座団体内統一戦並びにWBC世界スーパーミドル級王座決定戦で対戦し、12回3-0(117-111、119-109×2)の判定勝ちを収め、WBAは王座統一による初防衛、空位だったWBC王座の獲得、スミスが保持していたリングマガジン認定王座の獲得にも成功した。
2021年1月30日、ロサンゼルスのシュライン・エクスポジション・センターで、プラントが元IBF世界スーパーミドル級王者でIBF世界スーパーミドル級3位のカレブ・トルアックスと対戦し、12回3-0（3者共120-108）判定勝ちを収め3度目の防衛に成功した。試合後にプラントはアルバレスとの対戦を希望した。
2021年2月23日、ESPNのインタビューでアルバレスが2021年の目標はスーパーミドル級4団体統一であることを語った。
2021年2月27日、フロリダ州マイアミのハードロック・スタジアムで、アルバレスがWBC世界スーパーミドル級1位で指名挑戦者アブニ・イルディリムと対戦し、3回終了TKO勝ちを収めWBA王座は2度目、WBC王座の初防衛に成功した。試合後に5月8日にWBO世界スーパーミドル級王者ビリー・ジョー・ソーンダースとの3団体王座統一戦が発表された。
2021年5月8日、テキサス州のAT&Tスタジアムで、アルバレスがWBO世界スーパーミドル級王者ビリー・ジョー・ソーンダースと3団体王座統一戦を行い、8回終了TKO勝ちを収めWBA王座は3度目、WBC王座の2度目の防衛と、WBO王座の獲得に成功し3団体王座統一を果たした。試合後にアルバレスは次戦でのプラントとの対戦を熱望した。
2021年7月29日、アルバレス陣営は9月18日にラスベガスでのプラントとのスーパーミドル級4団体王座統一戦を目指していたが、各メディアでこの一戦が中止になったことが発表され、アルバレスの次戦の候補にWBA世界ライトヘビー級スーパー王者ディミトリー・ビボルが挙がり交渉中と報じられた。

### 対戦決定後の概要から試合まで
2021年8月19日、アルバレスの次戦を11月6日にずらしてプラント陣営と交渉した結果、交渉が纏まったとESPNとアルバレス自身のソーシャルメディアが発表した。
2021年9月21日、ロサンゼルスのビバリーヒルトンでアルバレスvsプラントの発表記者会見が行われた。ステージに上がった二人はそのままフェイスオフを行うも、その後流血騒ぎの大乱闘を起こしてしまう。後にプラントが挑発的な発言をしていたことが分かり、アルバレスも応戦していたことが判明した。この騒動でプラントは右目下から出血する代償を負ったが、プラントはこの会見の前からアルバレス本人やチームメイトのオスカル・バルデスが禁止薬物で摘発されたことを引き合いに出して、エディ・レイノソがヘッドトレーナーを務めるアルバレスのチームはパフォーマンス向上薬を使用していると非難し、会見中にも「ドラッグチート（薬物のいかさま野郎）」と挑発的な言葉をアルバレスに投げかけた。アルバレスはプラントに「マザーファッカー（クソ野郎、下衆野郎）」と罵られたことが、母親を侮辱されたと思ったと最初に突き飛ばした理由を語ったが、プラントはマザーファッカーは母親を侮辱する言葉ではなく、アルバレスも以前記者会見に乱入してきたデメトリアス・アンドラーデに対してマザーファッカーと使っていただろうと反論した。この怪我に関して、プラントは28日に配信されたポッドキャスト『Last Stand』に出演した際に「ただの引っ掻き傷」と語り、軽傷だったことを明らかにした。
2021年10月19日、アルバレスvsプラント戦のアンダーカードが発表され、元WBC世界スーパーバンタム級王者レイ・バルガスの2年4ヵ月振りとなる復帰戦が組まれることとなった。
2021年11月2日、アルバレスとプラントがラスベガスに到着。それぞれが到着イベントに臨み、アルバレスは「私のレガシーのためにも勝つことに大きな意味がある。歴史をつくる」と意欲満々に語り、プラントも「全てのベルトを獲得し、史上初の誰もが認めるスーパーミドル級王者になるために、ここにいる」と力強く宣言した。
2021年11月3日、ラスベガスにおいてアルバレスvsプラントの最終記者会見が行われた。アルバレスは「目標は史上最高になることだ。目標達成のために最善を尽くすまで、立ち止まるつもりはない。このファイトは歴史になるだろう」とコメントし、プラントも「このスポーツで史上初の誰もが認めるスーパーミドル級王者を見るだろう。私が誰もが認めるスーパーミドル級王者に輝く。みんなが歴史を目撃することになる」と静かに闘志を燃やした。尚、9月に行われた発表記者会見で両者が乱闘騒ぎを起こした経緯もあり、最終記者会見では異例のフェイスオフなしという措置が取られた。
2021年11月5日、前日計量が行われ、アルバレスが168ポンド、プラントが167ポンドを計測し両者とも一発で計量をパスした。最終記者会見ではフェイスオフが行われなかったが、両者が計量でのフェイスオフは望んでいた為、今回の計量では体重計を挟んだ1メートル半の距離でフェイスオフが行われた。両者が顔を合わせるやお互いにヒートアップして口論がはじまり、それをみかねて元世界ヘビー級統一王者マイク・タイソンが壇上に上がるなど、最悪の事態を想定した厳戒体制で両者は約1分間にらみ合った。アルバレスは「ファンの祝福や期待に私はやる気を感じている。それは多くのことを意味する」と静かに闘志を燃やし、対するプラントは「目の前に座るのは簡単。そこから立ち上がるのは簡単ではないことを覚えておくんだ。このために生まれてきた。これが運命」と挑発的な態度を取りながら気合を入れていた。
2021年11月6日、MGMグランド・ガーデン・アリーナで行われたWBA・WBC・IBF・WBO世界スーパーミドル級王座統一戦に於いて、アルバレスが11回1分5秒TKO勝ちを収め、WBA王座は4度目、WBC王座は3度目、WBO王座の初防衛及びIBF王座を獲得し、史上7人目となる主要4団体統一に成功しスーパーミドル級では初の4団体統一王者になった。またWBCは勝者のアルバレスに、黒色の特製“アステカ・ベルト”を贈呈した。一方IBF王座の4度目の防衛に失敗し王座から陥落したプラントは、試合後に近隣の大学病院へ直行し試合後の記者会見を欠席したが、一夜明け自身のツイッターにて「俺は世界中のほとんどの人を情熱とスキルだけで自分の思い通りのままにしてきた。必ず戻ってくる。自分がトップレベルの選手であることを示すことができたし、再び世界王者になる」と再起を宣言した。

## 対戦カード
^Note 1 WBA・WBC・IBF・WBO世界スーパーミドル級王座統一戦、リングマガジン世界スーパーミドル級タイトルマッチ

## 採点表
| 王座：WBA・WBC・IBF・WBO世界スーパーミドル級王座統一戦 リングマガジン世界スーパーミドル級タイトルマッチ | 王座：WBA・WBC・IBF・WBO世界スーパーミドル級王座統一戦 リングマガジン世界スーパーミドル級タイトルマッチ | 王座：WBA・WBC・IBF・WBO世界スーパーミドル級王座統一戦 リングマガジン世界スーパーミドル級タイトルマッチ | 王座：WBA・WBC・IBF・WBO世界スーパーミドル級王座統一戦 リングマガジン世界スーパーミドル級タイトルマッチ | 王座：WBA・WBC・IBF・WBO世界スーパーミドル級王座統一戦 リングマガジン世界スーパーミドル級タイトルマッチ |                                                           | 主審：ラッセル・モーラ                                    | 主審：ラッセル・モーラ                                    | 主審：ラッセル・モーラ                                    | 主審：ラッセル・モーラ                                    | 主審：ラッセル・モーラ                             |                                                    | 立会人：マーク・リスマン（WBA） マウリシオ・スレイマン（WBC） レヴィ・マルチネス（IBF） フランシスコ・バルカルセル（WBO） | 立会人：マーク・リスマン（WBA） マウリシオ・スレイマン（WBC） レヴィ・マルチネス（IBF） フランシスコ・バルカルセル（WBO） | 立会人：マーク・リスマン（WBA） マウリシオ・スレイマン（WBC） レヴィ・マルチネス（IBF） フランシスコ・バルカルセル（WBO） | 立会人：マーク・リスマン（WBA） マウリシオ・スレイマン（WBC） レヴィ・マルチネス（IBF） フランシスコ・バルカルセル（WBO） | 立会人：マーク・リスマン（WBA） マウリシオ・スレイマン（WBC） レヴィ・マルチネス（IBF） フランシスコ・バルカルセル（WBO） |
| 開催日：2021年11月6日                                                                                   | 開催日：2021年11月6日                                                                                   | 開催日：2021年11月6日                                                                                   | 開催日：2021年11月6日                                                                                   | 開催日：2021年11月6日                                                                                   | 会場：ネバダ州ラスベガス・MGMグランド・ガーデン・アリーナ | 会場：ネバダ州ラスベガス・MGMグランド・ガーデン・アリーナ | 会場：ネバダ州ラスベガス・MGMグランド・ガーデン・アリーナ | 会場：ネバダ州ラスベガス・MGMグランド・ガーデン・アリーナ | 会場：ネバダ州ラスベガス・MGMグランド・ガーデン・アリーナ | 主催：TGBプロモーションズ カネロ・プロモーションズ | 主催：TGBプロモーションズ カネロ・プロモーションズ | 主催：TGBプロモーションズ カネロ・プロモーションズ                                                                        | 主催：TGBプロモーションズ カネロ・プロモーションズ                                                                        | 主催：TGBプロモーションズ カネロ・プロモーションズ                                                                        | | |
| サウル・アルバレス                                                                                      | サウル・アルバレス                                                                                      | 対 | カレブ・プラント                                                                                        | カレブ・プラント                                                                                        | サウル・アルバレス                                        | サウル・アルバレス                                        | 対                                                        | カレブ・プラント                                          | カレブ・プラント                                          | サウル・アルバレス                                 | サウル・アルバレス                                 | 対 | カレブ・プラント | カレブ・プラント | | |
| RS | TS | 回 | TS | RS | RS                                                        | TS                                                        | 回                                                        | TS                                                        | RS                                                        | RS                                                 | TS                                                 | 回 | TS | RS | | |
| 9 | | 1 | | 10 |                                                           | 9                                                         |                                                           | 1                                                         |                                                           | 10                                                 |                                                    | 9 | | 1 | | 10 |
| 10 | 19 | 2 | 19 | 9 | 10                                                        | 19                                                        | 2                                                         | 19                                                        | 9                                                         | 10                                                 | 19                                                 | 2 | 19 | 9 | | |
| 10 | 29 | 3 | 28 | 9 | 10                                                        | 29                                                        | 3                                                         | 28                                                        | 9                                                         | 10                                                 | 29                                                 | 3 | 28 | 9 | | |
| 10 | 39 | 4 | 37 | 9 | 9                                                         | 38                                                        | 4                                                         | 38                                                        | 10                                                        | 10                                                 | 39                                                 | 4 | 37 | 9 | | |
| 10 | 49 | 5 | 46 | 9 | 10                                                        | 48                                                        | 5                                                         | 47                                                        | 9                                                         | 10                                                 | 49                                                 | 5 | 46 | 9 | | |
| 10 | 59 | 6 | 55 | 9 | 10                                                        | 58                                                        | 6                                                         | 56                                                        | 9                                                         | 10                                                 | 59                                                 | 6 | 55 | 9 | | |
| 10 | 69 | 7 | 64 | 9 | 10                                                        | 68                                                        | 7                                                         | 65                                                        | 9                                                         | 10                                                 | 69                                                 | 7 | 64 | 9 | | |
| 10 | 79 | 8 | 73 | 9 | 10                                                        | 78                                                        | 8                                                         | 74                                                        | 9                                                         | 9                                                  | 78                                                 | 8 | 74 | 10 | | |
| 9 | 88 | 9 | 83 | 10 | 9                                                         | 87                                                        | 9                                                         | 84                                                        | 10                                                        | 9                                                  | 87                                                 | 9 | 84 | 10 | | |
| 10 | 98 | 10 | 92 | 9 | 9                                                         | 96                                                        | 10                                                        | 94                                                        | 10                                                        | 10                                                 | 97                                                 | 10 | 93 | 9 | | |
| 計 | | – | | 計 |                                                           | 計                                                        |                                                           | –                                                         |                                                           | 計                                                 |                                                    | 計 | | – | | 計 |
| 副審：スティーブ・ワイスフェルド                                                                        | 副審：スティーブ・ワイスフェルド                                                                        | 副審：スティーブ・ワイスフェルド                                                                        | 副審：スティーブ・ワイスフェルド                                                                        | 副審：スティーブ・ワイスフェルド                                                                        | 副審：パトリシア・モース・ジャーマン                      | 副審：パトリシア・モース・ジャーマン                      | 副審：パトリシア・モース・ジャーマン                      | 副審：パトリシア・モース・ジャーマン                      | 副審：パトリシア・モース・ジャーマン                      | 副審：デーブ・モレッティ                           | 副審：デーブ・モレッティ                           | 副審：デーブ・モレッティ                                                                                                  | 副審：デーブ・モレッティ                                                                                                  | 副審：デーブ・モレッティ                                                                                                  | | |
| 処分：なし                                                                                              | 処分：なし                                                                                              | 処分：なし                                                                                              | 処分：なし                                                                                              | 処分：なし                                                                                              | 減点：なし                                                | 減点：なし                                                | 減点：なし                                                | 減点：なし                                                | 減点：なし                                                | 結果：アルバレスの11回1分5秒TKO勝利                | 結果：アルバレスの11回1分5秒TKO勝利                | 結果：アルバレスの11回1分5秒TKO勝利                                                                                       | 結果：アルバレスの11回1分5秒TKO勝利                                                                                       | 結果：アルバレスの11回1分5秒TKO勝利                                                                                       | | |

## 試合の詳細

### テレビ中継
ShowtimeのPPVで放送され、アルバレスにとってエリスランディ・ララ戦以来8年振りにShowtimeでの放映となり、購買件数は80万件に達した。

### ファイトマネー
アルバレスは4000万ドル（約46億円）、プラントは1000万ドル（約11億円）のファイトマネーを稼いだ。